# Óčko Star
Óčko Star (antes Óčko Gold) es un canal de televisión privado checo de temática musical, perteneciente a MAFRA.

## Historia
MAFRA, empresa propietaria de Óčko, quería lanzar un segundo canal. Se presentaron dos opciones para la denominación del canal: Óčko Retro y Óčko Hity.
MAFRA eligió Óčko Hity, solicitó una licencia y la obtuvo. Tras obtenerla, se decidió que Óčko Hity pasaría a llamarse Óčko Gold. Finalmente, Óčko Gold inició emisiones el 1 de junio de 2013.
El 1 de octubre de 2017, Óčko Gold cambió su nombre a Óčko Star, denominación actual del canal.
Desde 2019 Óčko Star emite en HD.

## Programación
Óčko Star se centra en éxitos de los 80 hasta hoy. Está dirigida a una audiencia entre 25 y 45 años. Reúne éxitos nacionales e internacionales, así como composiciones de larga trayectoria.